# Baissea leontonori
Baissea leontonori är en oleanderväxtart som beskrevs av F.J.H. van Dilst. Baissea leontonori ingår i släktet Baissea och familjen oleanderväxter. Inga underarter finns listade i Catalogue of Life.